# Comuna de Gródek
Gródek (polaco: Gmina Gródek) é uma gminy (comuna) na Polónia, na voivodia de Podláquia e no condado de Białystok. A sede do condado é a cidade de Gródek.
De acordo com os censos de 2004, a comuna tem 5822 habitantes, com uma densidade 13,5 hab/km².

## Área
Estende-se por uma área de 430,6 km², incluindo:
- área agricola: 33%
- área florestal: 58%

## Demografia
Dados de 30 de Junho 2004:
|                      | Total   | Total | Mulheres | Mulheres | Homens  | Homens |
| -------------------- | ------- | ----- | -------- | -------- | ------- | ------ |
|                      | pessoas | %     | pessoas  | %        | pessoas | %      |
| População            | 5822    | 100   | 3021     | 51,9     | 2801    | 48,1   |
| Densidade (pop./km²) | 13,5    | 100   | 7        | 7        | 6,5     | 6,5    |

De acordo com dados de 2002, o rendimento médio per capita ascendia a 1301,5 zł.

## Comunas vizinhas
- Krynki, Michałowo, Supraśl, Szudziałowo, Comuna de Zabłudów.